# Comuna Podturen, Međimurje
Podturen este o comună în cantonul Međimurje, Croația, având o populație de 3.873 de locuitori (2011). Pe teritoriul ei se află cel mai nordic punct al Croației, aflat în apropierea intersecției frontierelor cu Slovenia și Ungaria.

## Demografie
Componența etnică a comunei Podturen
     Croați (93,36%)
     Romi (5,78%)
     Necunoscut (0%)
     Neclasificat (0,67%)
Componența confesională a comunei Podturen
     Catolici (98,32%)
     Necunoscută (0,7%)
     Alte religii (0,98%)
Conform recensământului din 2011, comuna Podturen avea 3.873 de locuitori. Din punct de vedere etnic, majoritatea locuitorilor (93,36%) erau croați, cu o minoritate de romi (5,78%). Din punct de vedere confesional, majoritatea locuitorilor (98,32%) erau catolici. Pentru 0,7% din locuitori nu este cunoscută apartenența confesională.